# Tucaninho-de-nariz-amarelo
Tucaninho-de-garganta-preta ou tucaninho-de-nariz-amarelo (Aulacorhynchus atrogularis) (nome científico: Aulacorhynchus atrogularis) é uma espécie de ave amazônica da família Ramphastidae.

## Descrição
Como outros tucanos, o tucaninho-de-nariz-amarelo é notavelmente brilhante e tem um bico grande. O adulto mede 30 a 35 cm de comprimento e o peso pode variar de 118 a 230 gramas. Os sexos são parecidos na aparência, embora a fêmea seja geralmente menor e ligeiramente mais baixa. É, como outros membros do gênero Aulacorhynchus, principalmente verde. Narina e ponta da cauda são avermelhados. O bico é preto e a mandíbula superior é amarela; com uma faixa branca na base do bico. A garganta é azul ou preta e o anel ocular é muito escuro, quase parecendo preto à distância. As pernas são acinzentadas e a íris é escura.

## Subespécies
São reconhecidas duas subespécies:
- Aulacorhynchus atrogularis atrogularis (J. H. C. F. Sturm & J. W. Sturm, 1841) - ocorre nas florestas úmidas da Cordilheira dos Andes do Leste do Peru e Norte da Bolívia;
- Aulacorhynchus atrogularis dimidiatus (Ridgway, 1886) - ocorre na região subtropical da Cordilheira dos Andes do Norte do Peru;